# Brněnec
Brněnec (tysk Brünnlitz) er en by med omkring 1.223(2024) indbyggere i regionen Pardubice i Tjekkiet.
I dag er der ca. 800 arbejdspladser i byen.

## Historie
Bosætningsstedet Moravská Chrastová (nu et distrikt i byen) blev grundlagt omkring år 1200 af munkene fra et kloster i Litomyšl. Stedet nævnes første gang i et dokument fra 1323.
Den første nedskrevne omtale af Brněnec findes i et dokument fra 1287, som omtaler bygningen af en borg i nabolandsbyen Svojanov.
I forbindelse med vejarbejde lige vest for byen fandt man i 1892-1893 rester af forhistoriske lerkrukker.
Brněnec udgjorde tidligere en del af regionen Politschka, som havde sin egen lokale domstol. Efter at tyskerne annekterede Sudeterlandet i 1939 blev byen indlemmet i Amt Zwittau. Snart  faldt indbyggertallet fra ca. 600 til 490 som en direkte følge af den tyske besættelse og den deraf følgende tjekkiske tilbagetrækning.
I 1944 flyttede Oskar Schindler sin emaljefabriksammen med en tilhørende fangelejr med 1.200 jødiske tvangsarbejdere fra Kraków til en ammunitionsfabrik, han erhvervede i Brněnec. De jødiske arbejdere undgik under beskyttelse af Schindler at blive transporteret til koncentrationslejrene. 
10. maj 1945 blev byen befriet fra den tyske besættelse af Den Røde Hær.

## Distrikter
Brněnec kommune består af følgende distrikter (tysk navn i parentes):
- Brněnec (Brünnlitz)
- Chrastová Lhota (Ölhütten)
- Moravská Chrastová (Mährisch Chrostau)
- Podlesí (Unterwald)

## Kendte personer født i Brněnec
- František Bartoš, komponist